# 賴利崗 (加利福尼亞州)
賴利崗（英語：Reilly Heights）是位於美國加利福尼亞州門多西諾縣的一個非建制地區。該地的面積和人口皆未知。

## 地理
賴利崗的座標為39°06′35″N 123°30′57″W / 39.10972°N 123.51583°W，而該地的平均海拔高度為107米（即351英尺）。